# Prealpi del Diois
Le Prealpi del Diois (in francese Massif du Diois) sono un gruppo montuoso francese delle Prealpi del Delfinato.
Le Prealpi del Diois interessano il dipartimento della Drôme. Prendono il nome dall'antica provincia del Delfinato chiamata Diois.

## Classificazione
La SOIUSA vede le Prealpi del Diois come una sottosezione alpina e vi attribuisce la seguente classificazione:
- Grande parte = Alpi Occidentali
- Grande settore = Alpi Sud-occidentali
- Sezione = Prealpi del Delfinato
- Sottosezione = Prealpi del Diois
- Codice = I/A-6.IV

## Delimitazioni
Confinano:
- a nord con le Prealpi del Vercors (nella stessa sezione alpina) e separate dal Colle di Grimone e dal corso del fiume Drôme;
- ad est con le Prealpi del Devoluy e le Prealpi occidentali di Gap (nella stessa sezione alpina) e separate dal corso del fiume Buëch;
- a sud con le Prealpi delle Baronnies (nella stessa sezione alpina) e separate dal Colle della Flachière;
- ad ovest si stemperano nella piana del Rodano.

Ruotando in senso orario i limiti geografici sono: Colle di Grimone, fiume Buëch, torrente Blaisance, Colle della Flachière, fiume Eygues, piana del Rodano, fiume Drôme, torrente Bez, Colle di Grimone.

## Suddivisione
Le Prealpi del Diois si suddividono in due supergruppi, sette gruppi ed otto sottogruppi:
- Catena Toussière-Duffre-Servelle (A)
  - Gruppo della Toussière (A.1)
    - Cresta Arpillon-Toussière (A.1.a)
    - Cresta Luzet-Puy (A.1.b)

  - Gruppo del Duffre (A.2)
    - Cresta Bane-Duffre (A.2.a)
    - Cresta Dindaret-Tarsimaoure-Serre la Chaud (A.2.b)

  - Gruppo della Bousse (A.3)
  - Gruppo della Servelle (A.4)
- Catena Angèle-Vayou-Mélandre (B)
  - Gruppo d'Angèle (B.5)
  - Gruppo Couspeau-Veyou (B.6)
    - Cresta Couspeau-Reycas (B.6.a)
    - Cresta Veyou-Faraud (B.6.b)

  - Gruppo Mélandre-Lance (B.7)
    - Cresta Mielandre-Bec de Jus-Roc (B.7.a)
    - Cresta Lance-Cougoir (B.7.b)

## Vette

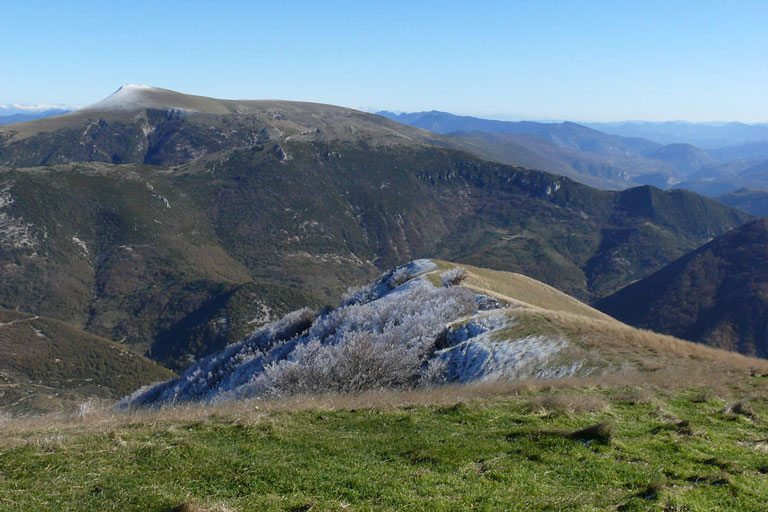
La Montagne d'Angèle.

Le montagne principali sono:
- Montagne de Belle-Motte - 1952 m
- Toussière - 1916 m
- Mont Barral - 1903 m
- Quigouret - 1729 m
- Luzet - 1692 m
- Serre Chaumille - 1653 m
- Serre de Bouisse - 1645 m
- Bane - 1643 m
- Montagne Chauvet - 1617 m
- Montagne d'Angèle - 1606 m